# Mettler
Mettler es un lugar designado por el censo ubicado en el condado de Kern en el estado estadounidense de California. En el año 2000 tenía una población de 157 habitantes y una densidad poblacional de 261.7 personas por km². Es el sitio donde el actor James Dean recibió una multa de tráfico el último día de su vida.[cita requerida]

## Geografía
Mettler se encuentra ubicado en las coordenadas 35°03′50″N 118°58′12″O / 35.06389, -118.97000. Según la Oficina del Censo, la localidad tiene un área total de 0,6 km² (0,2 mi²), de la cual 0,6 km² (0,2 mi²) es tierra y 0 km² (0 mi²) (0%) es agua.

## Demografía
Según la Oficina del Censo en 2000 los ingresos medios por hogar en la localidad eran de $28,750.